# Pauesia holmani
Pauesia holmani är en stekelart som beskrevs av Jaroslav Stary 2001. Pauesia holmani ingår i släktet Pauesia och familjen bracksteklar. Inga underarter finns listade i Catalogue of Life.